# 降田天
降田 天（ふるた てん）は日本の小説家・推理作家。萩野 瑛（はぎの えい）と鮎川 颯（あゆかわ そう）が小説を書くために用いている筆名のひとつ。他に鮎川 はぎの（あゆかわ はぎの）、高瀬 ゆのか（たかせ ゆのか）の名義がある。日本推理作家協会会員。

## プロフィール
萩野 瑛
1981年9月生まれ。茨城県常陸大宮市出身。女性。早稲田大学第一文学部総合人文学科卒業。辞書の編集プロダクション勤務を経て、小説家に転身。プロットを担当している。
鮎川 颯
1982年3月生まれ。香川県三豊市三野町出身。女性。香川県立丸亀高等学校、早稲田大学第一文学部総合人文学科卒業。法律事務所勤務を経て、小説家に転身。執筆を担当している。子どもの頃から本を読んだり文章を書いたりするのが好きだった。大学時代に自分1人で小説を書いていて、小説の執筆の他にやりたいことはない、と思う一方で、自分で書いた作品が面白いとは感じなかった。そんな中で、書いた小説を萩野に読んでもらうと、彼女から的確なアドバイスを受けた。このことが、一緒に活動しようと思うきっかけとなった。

## 経歴・概要
2007年、鮎川はぎの名義で「横柄巫女と宰相陛下」が第2回小学館ライトノベル大賞〈ルルル文庫部門〉期待賞を受賞、小説家としてデビューを果たす。少女向けのライトノベルを発表し始める。2010年から、高瀬ゆのか名義で少女向け漫画（およびその映画版）のノベライズを出している。
2014年、「女王はかえらない」で第13回『このミステリーがすごい!』大賞（宝島社主催）の大賞を受賞（優秀賞は神家正成「深山の桜」と辻堂ゆめ「夢のトビラは泉の中に」）。2人は大学の同級生で、東京都で共同生活をしながら執筆活動を行っている。萩野が大筋を書き、2人で登場人物の心情などを話し合った後で、鮎川が執筆している。
受賞の後、「『女王はかえらない』の通学路の描写は、小学生の頃を思い出しながら執筆した」「ライトノベル作品を数年間執筆していて、書き続けるのが難しいという感触を持っている。『このミステリーがすごい!』大賞は憧れの賞だった。素晴らしいスタート地点に立てたことをありがたく思いながら、今後ますます精進していきたい」との旨を鮎川は語っている。
2018年、「偽りの春」で第71回日本推理作家協会賞受賞（短編部門）。

## 著作リスト

### 降田天名義

#### 単著

##### 「狩野雷太」シリーズ
- 偽りの春 神倉駅前交番 狩野雷太の推理（2019年4月 KADOKAWA / 2021年9月 角川文庫）
  - 収録作品：鎖された赤 / 偽りの春 / 名前のない薔薇 / 見知らぬ親友 / サロメの遺言
- 朝と夕の犯罪（2021年9月 KADOKAWA）
  - 【改題】朝と夕の犯罪 神倉駅前交番 狩野雷太の推理（2024年9月 角川文庫）

##### その他の小説
- 女王はかえらない（2015年1月 宝島社 / 2016年1月 宝島社文庫）
- 匿名交叉（2016年6月 宝島社）
  - 【改題】彼女はもどらない（2017年7月 宝島社文庫）
- すみれ屋敷の罪人（2018年12月 宝島社 / 2020年1月 宝島社文庫）
- ネメシスIV（2021年5月 講談社タイガ） - 『ネメシス』のテレビドラマ第5話相当とスピンオフ[11]
  - 収録作品：父が愛した怪物 / 探偵Kを追え！
- さんず（2022年6月 小学館）
  - 【改題】有限会社さんず スーサイド・サポート・サービス（2024年11月 小学館文庫）
- 事件は終わった（2022年8月 集英社）
  - 収録作品：事件 / 音 / 水の香 / 顔 / 英雄の鏡 / 扉 / 壁の男
- 少女マクベス（2024年8月 双葉社）

#### アンソロジー
「」内が降田天の作品
- このミステリーがすごい！ 三つの迷宮（2015年11月 宝島社文庫）「冬、来たる」
- 5分で読める！ ひと駅ストーリー 旅の話（2015年12月 宝島社文庫）「命の旅」
- 10分間ミステリー THE BEST（2016年9月 宝島社文庫）「初天神」
- 5分でほろり！ 心にしみる不思議な物語（2017年3月 宝島社文庫）「命の旅」
- ザ・ベストミステリーズ 2018 推理小説年鑑（2018年5月 講談社）「偽りの春」
  - 【再編集・改題】ベスト8ミステリーズ 2017（2021年4月 講談社文庫）
- 小説の神様 わたしたちの物語 小説の神様アンソロジー（2020年4月 講談社タイガ）「イカロス」
- 3分で読める！ コーヒーブレイクに読む喫茶店の物語（2020年6月 宝島社文庫）「モンブラン死すべし」
- 5分でドキッとする！ 意外な恋の物語（2020年8月 宝島社文庫）「初天神」
- 刑事コロンボの帰還（2020年10月 二見書房）「奪われた結末」
- 本格王2021（2021年6月 講談社文庫）「顔」
- ザ・ベストミステリーズ 2021 推理小説年鑑（2021年6月 講談社）「顔」
  - 【改題】2021 ザ・ベストミステリーズ（2024年4月 講談社文庫）
- 3分で読める！ 眠れない夜に読む心ほぐれる物語（2021年7月 宝島社文庫）「快眠パジャマ」
- 5分で読める！ ぞぞぞっとする怖いはなし（2022年6月 宝島社文庫）「おやゆびひめ」
- あなたの涙は蜜の味 イヤミス傑作選（2022年9月 PHP文芸文庫）「ひとりでいいのに」
- 奸計の遁走曲（2022年12月 光文社）「名前のない薔薇」
- 3分で読める！ ティータイムに読むおやつの物語（2023年4月 宝島社文庫）「G's talk」
- 3分で不穏！ ゾクッとするイヤミスの物語（2024年1月 宝島社文庫）「おやゆびひめ」
- 3分で読める！ 人を殺してしまった話（2024年9月 宝島社文庫）「お悩み相談ラジオ」
- 3分で読める！ 一日の終わりに読むお酒の物語（2024年11月 宝島社文庫）「一日の終わり」

#### テレビドラマ
- ネメシス（2021年） - 脚本協力（第5話）[12]

### 鮎川はぎの名義
- 《横柄巫女と宰相陛下》シリーズ（全12巻、小学館ルルル文庫）
  1. 横柄巫女と宰相陛下（2009年5月）
  2. 横柄巫女と宰相陛下 ノト、王宮へ行く！（2009年9月）
  3. 横柄巫女と宰相陛下 王宮は秘密だらけ！（2009年11月）
  4. 横柄巫女と宰相陛下 金色の悲喜劇（2009年12月）
  5. 横柄巫女と宰相陛下 届かぬ君へ（2010年1月）
  6. 横柄巫女と宰相陛下 楽園の塔（2010年3月）
  7. 横柄巫女と宰相陛下 肖像のない王女（2010年4月）
  8. 横柄巫女と宰相陛下 ある少女の思い出（2010年5月）
  9. 横柄巫女と宰相陛下 煌めく嘘（2010年6月）
  10. 横柄巫女と宰相陛下 聖なる檻（2010年7月）
  11. 横柄巫女と宰相陛下 ずっとふたりで（2010年8月）
  12. 横柄巫女と宰相陛下 もっとふたりで（2010年9月）
- 《聖グリセルダ学院》シリーズ（全5巻、小学館ルルル文庫）
  1. 聖グリセルダ学院の事情（2011年1月）
  2. 聖グリセルダ学院の初恋（2011年3月）
  3. 聖グリセルダ学院の祭典（2011年5月）
  4. 聖グリセルダ学院の試練（2011年8月）
  5. 聖グリセルダ学院の卒業（2011年9月）
- その他のオリジナル小説
  - ブラッディ・ハニー（2012年1月 小学館ルルル文庫）
  - 反逆の花嫁（2012年5月 小学館ルルル文庫）
  - 初恋グランギニョル（2012年7月 小学館ルルル文庫）
- 漫画のノベライズ
  - 黎明のアルカナ 始まりの刻（2011年2月 フラワーコミックスルルルnovels）

### 高瀬ゆのか名義
- 今日、恋をはじめます
  - 今日、恋をはじめます 初恋のプレリュード（2010年2月 小学館フラワーコミックスルルルnovels）
  - 今日、恋をはじめます 運命の君の手の中に（2011年2月 小学館フラワーコミックスルルルnovels）
  - 今日、恋をはじめます（2012年11月 小学館文庫） - 映画版のノベライズ
- 僕等がいた
  - 僕等がいた 君がいた季節（2010年8月 小学館フラワーコミックスルルルnovels）
  - 僕等がいた（2012年2月 小学館文庫） - 映画版のノベライズ
- はぴまり〜Happy Marriage!?〜
  - はぴまり こんなバカンスアリですか？（2011年12月 小学館フラワーコミックスルルルnovels）
  - はぴまり こんなウェディングアリですか？（2012年9月 小学館フラワーコミックスルルルnovels）
- 花にけだもの
  - 花にけだもの 僕らのはじめて（2012年10月 小学館フラワーコミックスルルルnovels）
  - 花にけだもの 僕らのゆくえ（2013年1月 小学館フラワーコミックスルルルnovels）
  - 花にけだもの 僕らのみらい（2013年5月 小学館フラワーコミックスルルルnovels）
- ハチミツにはつこい
  - ハチミツにはつこい アーリーデイズ（2013年9月 小学館フラワーコミックスルルルnovels）
  - ハチミツにはつこい ウィンターデイズ（2014年9月 小学館フラワーコミックスルルルnovels）
- その他の漫画のノベライズ
  - 僕達は知ってしまった カレとカノジョとアイツの秘密（2011年7月 小学館フラワーコミックスルルルnovels）
  - 失恋ショコラティエ ショコラなしでは苦すぎる（2014年1月 小学館フラワーコミックスルルルnovels）
  - 女王の花 青徹外伝 小説オリジナルストーリー（2014年2月 小学館フラワーコミックスルルルnovels）
  - どうせもう逃げられない ホット・バケーション（2014年9月 小学館フラワーコミックスαルルルnovels）
  - 娚の一生（2015年1月 小学館文庫） - 映画版のノベライズ
  - 海街diary（2015年5月 小学館文庫） - 映画版のノベライズ

## 映像化作品

### テレビドラマ
- このミステリーがすごい! ベストセラー作家からの挑戦状「冬、来たる」（2015年11月30日、TBS系「月曜ゴールデン」枠、主演：檀れい）[13]